# 努塞拉特难民营
努塞拉特 （阿拉伯语：‎）是位于加沙地带代尔拜莱赫省代爾拜萊赫东北五公里处的一個巴勒斯坦难民营。据巴勒斯坦中央统计局统计，2017年难民营人口为31,747人，難民營外的努塞拉特人口为54,851人
努塞拉特难民营的名稱得名自当地的部落努塞拉特。努塞拉特难民营中的大多数难民来自贝尔谢巴等巴勒斯坦地区南部和沿海平原。在聯合國近東巴勒斯坦難民救濟和工程處建立該难民营之前，大约有16,000名难民定居在當地的前英国军事监狱内。 
2018年5月，位於努塞拉特难民营的努塞拉特大清真寺揭幕，卡塔尔驻加沙特使出席清真寺建成儀式。  2023年10月18日，这座清真寺被以色列炸毀。 